# Comastoma dechyanum
Comastoma dechyanum är en gentianaväxtart som först beskrevs av Carlo Pietro Stefano Stephen Sommier och Levier, och fick sitt nu gällande namn av Josef Holub. Comastoma dechyanum ingår i släktet lappgentianor, och familjen gentianaväxter. Inga underarter finns listade i Catalogue of Life.